# Мазур, Александр Алексеевич
Александр Алексеевич Мазур (род. 10 марта 1955, Ленинград) — российский политический деятель, депутат Государственной думы второго созыва

## Биография
Окончил Ленинградский государственный университет имени А. А. Жданова
В декабре 1995 года — на выборах в Государственную Думу в Санкт-Петербурге блок «Яблоко» получил 6 мест в 8 округах (ещё в одном округе был избран поддержаный «Яблоком» кандидат от СПС) и 2 места по партийным спискам; депутатами стали 6 членов РПЦ-ЯБЛОКО — Юрий Нестеров, Сергей Никифоров, Сергей Попов и Александр Мазур по округам, Борис Моисеев и Александр Шишлов по списку.
1995—1999 Депутат Государственной Думы от Южного одномандатного избирательного округа № 213, г. Санкт-Петербург. Был членом Комитета Государственной Думы по бюджету, налогам, банкам и финансам.